# Державна санітарно-епідеміологічна служба України
Державна санітарно-епідеміологічна служба України (Держсанепідслужба України) — центральний орган виконавчої влади, діяльність якого спрямовувалась і координувалась Кабінетом Міністрів України через Міністра охорони здоров'я України.
Основними завданнями Держсанепідслужби України були внесення пропозицій щодо формування державної політики у галузі санітарного та епідемічного добробуту населення і реалізація державної політики у цій галузі.

Службу очолював головний державний санітарний лікар України — перший заступник міністра охорони здоров'я України.

## Завдання служби
Державна санітарно-епідеміологічна служба Міністерства охорони здоров'я України була централізованою системою органів, установ, закладів та підрозділів санітарно-епідеміологічного профілю Міністерства охорони здоров'я України, яка реалізовувала державну політику в сфері забезпечення санітарного та епідемічного добробуту населення та спрямовує свою діяльність на профілактику інфекційних хвороб, професійних захворювань, масових неінфекційних захворювань (отруєнь), радіаційних уражень людей, запобігання шкідливому впливу на стан їхнього здоров'я і життя факторів середовища життєдіяльності.

## Ліквідація служби
29 березня 2017 р. урядом було прийнято рішення про ліквідацію Держсанепідслужби, оскільки її функції виконують МОЗ, Держпраці та Держпродспоживслужба.

## Відновлення посади головного державного санітарно-епідеміологічного лікаря
У лютому 2020 року було відновлено посаду головного державного санітарно-епідеміологічного лікаря (але не всю службу СЕС). На посаду призначили заступника Міністра охорони здоров'я Віктора Ляшка. Передбачалося, що він мав координувати дії органів влади для запобігання коронавірусної хвороби COVID-19 на території України та забезпечувати комунікацію з журналістами з цього питання.

### Чинний Головний санітарний лікар України
- Кузін Ігор Володимирович[7]